# Nothaphoebe kingiana
Nothaphoebe kingiana là một loài thực vật thuộc họ Lauraceae. Đây là loài đặc hữu của Malaysia.